# Sant Cugat del Vallès
Sant Cugat del Vallès este o localitate în Spania în comunitatea Catalonia în provincia Barcelona. În 2006 avea o populație de 73.774 locuitori cu o suprafață de 48 km2. Face parte din Zona Metropolitana Barcelona.

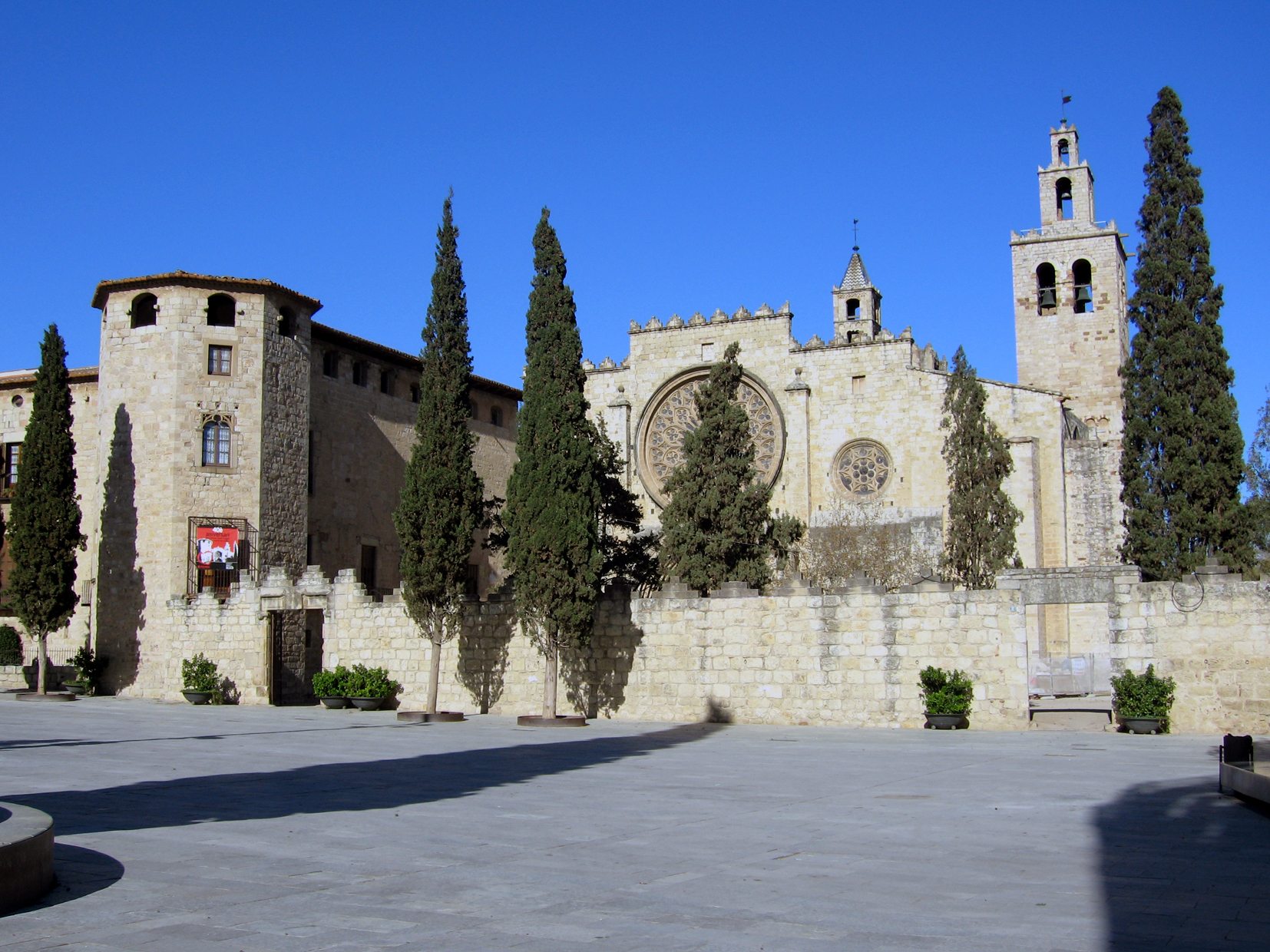
Sant Cugat del Vallès

1. ↑  Nomenclátor Geográfico de Municipios y Entidades de Población (20240402 edition)
2. ↑   https://www.santcugat.cat/web/alcalde Lipsește sau este vid: |title= (ajutor)
3. 1 2   http://www.idescat.cat/pub/?id=aec&n=925&t=2016 Lipsește sau este vid: |title= (ajutor)